# 滇白珠
滇白珠（学名：Gaultheria leucocarpa var. crenulata）是杜鹃花科白珠树属白果白珠的变种。分布于中国大陆的长江流域以南等地，生长于海拔3,500米的地区，一般生于山上。

## 别名
筒花木（四川） 满山香、白珠木、苗婆疯、老虎尿（湖南） 康乐茶、九木香、乌卑树、鸡骨香（广东） 登能（广西侗语） 下山黄、下山虎（广西） 透骨草（滇南本草、云南通称） 黑油果（云南）